# Jack Ma
Jack Ma (Hangzhou, Kina, 10. rujna, 1964.) je kineski poslovni čovjek i vlasnik globalne platforme za trgovanje preko interneta Alibaba.
Prema vlastitim riječima, u mladosti nije imao nikakve očite socijalne prednosti u kineskom društvu, ali se 1994. godine - nakon što je u mladosti naučio engleski pomažući stranim turistima i radeći kao turistički vodič (tu je počeo koristiti englesko ime "Jack") - iz trećeg pokušaja uspio upisati na studij engleskom jezika u rodnom Hangzhou, gradu na ušću velike kineske rijeke Jangtze u more (s nešto više od 9 milijuna stanovnika, 2019. god.). Studij je završio 1988. godine, te je potom 5 godina predavao engleski na lokalnom studiju elektrotehnike. Tijekom studija, postao je član Komunističke partije KIne, te je članom te organizacije ostao do danas.
1995. godine je osnovao malu firmu za prevođenje. Putujući poslovno iste godine u Sjedinjene Američke Države, upoznao se s internetom, te je prepoznao da bi razvitak internetskih stranica na kineskom jeziku mogao predstavljati dobru poslovnu priliku.
Već iste 1995. godine osnovao je kompaniju "China Pages", koja je kineskim kompanijama pružala usluge postavljanja web stranica; napustio je taj posao kada je državna telekomunikacijska kompanija u njegovoj pokrajini odlučila početi pružati takve usluge. Od 1998.do 1999. godine je na čelu slične kompanije u Pekingu, koja je poslovala pod okriljem kineskog Ministarstva vanjskih poslova.
S grupom suradnika iz te pekinške kompanije, vratio se 1999. godine u Hangzhou, gdje je osnovao Alibaba Group, s ciljem uspostavljanja platforme koja bi omogućila kineskim poduzetnicima - prije svega malim firmama - da trguju preko interneta. Jack Ma nije bio jedini osnivač, tj. vlasnik kompanije: uz njega ima Alibaba Group još 17 osnivača, od kojih je jedan Jackova supruga Zhang Ying  (poznata i pod engleskim pseudonimom Cathy Zhang). Među osnivačima je bio Joseph Tsai  (kineski: Chung-Hsin Tsai), rođen na Taiwanu i iškolovan u SAD (doktorirao pravo na Sveučilištu Yale), tada već uspješni porezni odvjetnik u Hong Kongu. Jack Ma kaže da ta grupa inicijalnih investitora - koja je prikupila protuvrijednost ukupno 15.000 američkih dolara - nije imala nikakav spomena važan društveni utjecaj u kineskom društvu, ali su u tadašnjoj tehnološki zaostaloj kineskoj ekonomiji imali viziju poslovanja uz upotrebu visokih tehnologija i suvremenih metoda poslovanja.
2005. godine je američki Yahoo! izvršio investiciju u "Alibabu", postavši 40-postotni vlasnik mlade kompanije koja je brzo rasla. Potom je 2007. godine "Alibaba" izašla na burzu vrijednosnica u Hong Kongu, prikupivši tom prilikom dodatnih 1,7 milijardi dolara kapitala. Internetska trgovina kineskim proizvodima je jako rasla, donoseći izrazito velike zarade "Alibabi". 2014. godine je "Alibaba Group" kotirana i kod "New York Stock Exchange", prikupivši daljnjih 21,8 milijardi dolara kapitala. To je bila do tada najveće prikupljanje kapitala zabilježeno na burzama u SAD-u, a prema cijeni dionice koja je tada uspostavljena, vrijednost "Alibaba Group" je tada iskazana sa 168 milijardi američkih dolara - najveća ikada zabilježena za jednu internetsku kompaniju. 
U međuvremenu je Ma 2003. osnovao kompaniju “Taobao”, koja je trebala konkurirati usluzi trgovanja između potrošača koju nudi eBay. Do 2007. godine, “Taobao” je zauzeo 67% tržišnog udjela na Kineskom tržištu takve vrste internetskih usluga.
Jack Ma je 2019. godine napustio funkciju glavnog izvršnog direktora Alibaba Group, ostavši međutim i dalje uključen u njegove poslove. U tom je trenutku kompanija vrijedila oko 450 milijardi dolara.
Jack Ma je član Braketrough Energy, koja okuplja dvadesetak ekstremno bogatih i utjecajnih međunarodnih investitora koji pripremaju investicije u ekološki prihvatljiviju proizvodnju energije.
Jack Ma i njegova supruga Zhang Ying upoznali su se za vrijeme studija na sveučilištu. Imaju troje zajedničke djece.

## Vanjske poveznice
- Jack Ma, biografija kod insbright.com
- Jack Ma, profil kod "Forbes", s trenutačnom procjenom osobnog bogatstva